# Kuba Snopek
Jakub Snopek (ur. 1985 we Wrocławiu) – urbanista i badacz architektury. 

## Życiorys
Absolwent Wydziału Architektury Politechniki Wrocławskiej oraz moskiewskiego Instytutu “Strelka”. Współpracował z Bjarke Ingelsem, Remem Koolhaasem i Justinem McGuirkiem. Realizował projekty architektoniczne, urbanistyczne oraz badawcze w Polsce, Hiszpanii, Danii i Rosji. Badacz przestrzeni i dziedzictwa postkomunistycznych miast. Jest autorem licznych wystaw i publikacji, w tym książki “Bielajewo: zabytek przyszłości”, wydanej po polsku, rosyjsku i angielsku. Wykładał w Instytucie “Strelka”. Był stypendystą Programu Fulbrighta.